# Isis coccinea
Isis coccinea is een zachte koraalsoort uit de familie Isididae. De koraalsoort komt uit het geslacht Isis. Isis coccinea werd in 1786 voor het eerst wetenschappelijk beschreven door Ellis & Solander. 